# Bresnay
Bresnay est une commune française, située dans le département de l'Allier en région Auvergne-Rhône-Alpes.

## Géographie

### Localisation
- 1Carte dynamique
- 2Carte OpenStreetMap
- 3Carte topographique
- 4Carte avec les communes environnantes

Le village de Bresnay se comprend géographiquement en le divisant en fonction de ses hameaux principaux.
Le bourg est traversé du nord au sud par la route départementale D 34 et d'ouest en est par le ruisseau de Bresnay, qui prend sa source dans un marécage à l'ouest. Le ruisseau parcourt un petit vallon et pénètre dans le bourg en longeant le chemin du Roc. C'est l'une des zones les plus romantiques du village. Le ruisseau rejoint ensuite la Guèze avant de se jeter dans l'Allier au niveau de Chemilly. La D 34 entre dans la commune par le nord, au niveau du château des Écossays, passe devant la mairie puis entre l'église Saint-Barthélemy et la place de la Fontaine, longe l'ancien relais de diligence des Pierdons, qui est en cours de restauration, puis quitte la commune au sud au niveau du pont de Larce et du ruisseau du Vezan.
La zone à l'ouest, avec les Moussets, les Janigons et les Périgons, mène en direction de Treban.
Les hameaux de Montmalard et des Pictons se trouvent au sud-ouest. On y trouve la Pierre du Joug et les restes d'une mine d'antimoine (fermée au XIXe siècle), à savoir un puits et des tranchées. La petite chapelle des Vernusses un peu plus à l'est abrite une Vierge noire. Chaque année, un pèlerinage a lieu le premier dimanche de septembre pour la célébrer.
En continuant vers l'est, on rencontre le hameau des Pligeats avec la colline aux abeilles. Les hameaux du Ris et des Condemines, au sud du bois de Soupaize, sont les dernières maisons avant la commune de Châtel-de-Neuvre.
La région du bois de Bresnay au nord-ouest est une zone humide. Ce bois abrite des feuillus. Il est contigu d'une frayère à batraciens.
La zone du hameau des Gypciers et des Aubrelles au nord représente la limite avec la commune de Besson.
A l'est du bourg, la région du hameau du clos Courtet et de la Jonchère comporte un imposant silo.
En continuant vers le sud, se trouve le château de Givry. Puis en poursuivant vers l'est, on trouve le hameau de Chatelus, Longchaume et la Tuilerie avant de rejoindre le bois de Soupaize et son château.

### Communes limitrophes
|            | Besson   | Chemilly         |
| Cressanges | Bresnay  |                  |
| Treban     | Meillard | Châtel-de-Neuvre |

### Climat
Pour des articles plus généraux, voir Climat d'Auvergne-Rhône-Alpes et Climat de l'Allier.
En 2010, le climat de la commune est de type climat océanique dégradé des plaines du Centre et du Nord, selon une étude du CNRS s'appuyant sur une série de données couvrant la période 1971-2000. En 2020, Météo-France publie une typologie des climats de la France métropolitaine dans laquelle la commune est exposée à un climat océanique altéré et est dans la région climatique Centre et contreforts nord du Massif Central, caractérisée par un air sec en été et un bon ensoleillement.
Pour la période 1971-2000, la température annuelle moyenne est de 10,8 °C, avec une amplitude thermique annuelle de 16,2 °C. Le cumul annuel moyen de précipitations est de 753 mm, avec 11 jours de précipitations en janvier et 7 jours en juillet. Pour la période 1991-2020, la température moyenne annuelle observée sur la station météorologique de Météo-France la plus proche, sur la commune de Louchy-Montfand à 15 km à vol d'oiseau, est de 11,9 °C et le cumul annuel moyen de précipitations est de 740,6 mm,. 
Les données météorologiques de la station installée au bourg de la commune (reliée au réseau WeatherCloud et Wunderground), sont consultables sur le site officiel de la commune.
Pour l'avenir, les paramètres climatiques de la commune estimés pour 2050 selon différents scénarios d'émission de gaz à effet de serre sont consultables sur un site dédié publié par Météo-France en novembre 2022.

## Urbanisme

### Typologie
Au 1er janvier 2024, Bresnay est catégorisée commune rurale à habitat très dispersé, selon la nouvelle grille communale de densité à 7 niveaux définie par l'Insee en 2022.
Elle est située hors unité urbaine. Par ailleurs la commune fait partie de l'aire d'attraction de Moulins, dont elle est une commune de la couronne,. Cette aire, qui regroupe 64 communes, est catégorisée dans les aires de 50 000 à moins de 200 000 habitants,.

### Occupation des sols

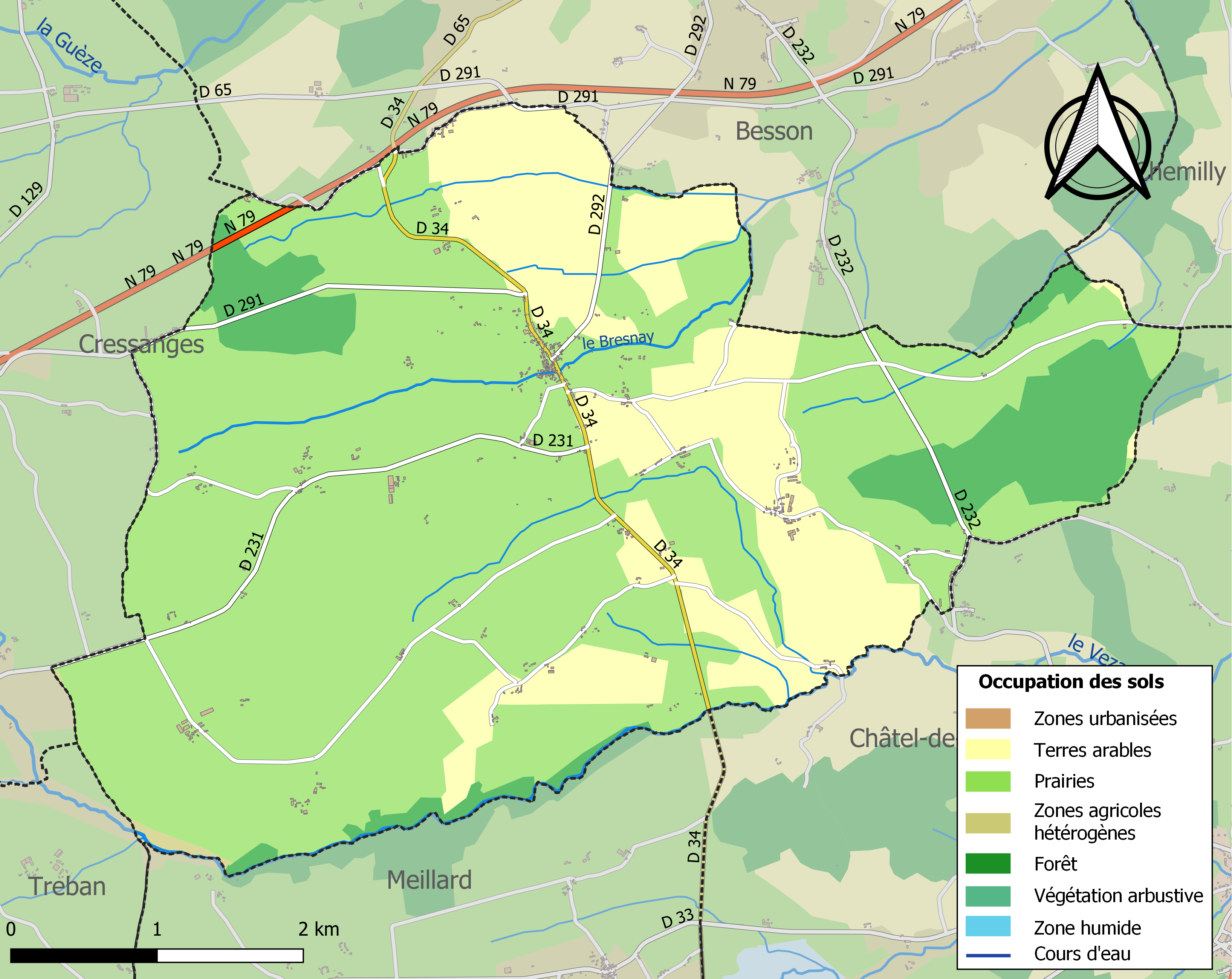
Carte des infrastructures et de l'occupation des sols de la commune en 2018 (CLC).

L'occupation des sols de la commune, telle qu'elle ressort de la base de données européenne d’occupation biophysique des sols Corine Land Cover (CLC), est marquée par l'importance des territoires agricoles (90,5 % en 2018), une proportion sensiblement équivalente à celle de 1990 (91,1 %). La répartition détaillée en 2018 est la suivante : 
prairies (68,9 %), terres arables (21,3 %), forêts (9,5 %), zones agricoles hétérogènes (0,3 %).
L'IGN met par ailleurs à disposition un outil en ligne permettant de comparer l’évolution dans le temps de l’occupation des sols de la commune (ou de territoires à des échelles différentes). Plusieurs époques sont accessibles sous forme de cartes ou photos aériennes : la carte de Cassini (XVIIIe siècle), la carte d'état-major (1820-1866) et la période actuelle (1950 à aujourd'hui).

## Histoire
Bresnay existe depuis l'époque gauloise. Elle tiendrait son nom d'un certain Brennacus (propriété de Brennos).
Au Moyen-Âge, l'église de Bresnay appartenait à Souvigny ; c'est le pape Eugène III qui lui confia cette possession en 1152.
En 1569, la paroisse comptait 117 feux et en 1686 une centaine.
La commune vivait de ses cultures et surtout de son vignoble rouge et blanc. Les moines chartreux de Moulins vont ensuite exploiter la mine d'antimoine. Il ne reste du monastère que la chapelle (actuelle chapelle des Vernusses).
À cette époque, il existait trois châteaux : le château des Écossais (propriété du sieur d'Escoussay), le château de Champagnat qui n’existe plus (propriété du sieur de Champaignat) et le château de Givry (propriété du sieur de Givor). En 1686, les châteaux de Champagnat et des Écossais étaient la propriété du sieur Ferrand.
Bresnay étant rattaché au territoire de Moulins Communauté, il fait partie à ce titre des villes et villages du label "Villes et Pays d'art et d'histoire".

## Politique et administration

### Découpage territorial
La commune de Bresnay est membre de la communauté d'agglomération Moulins Communauté, un établissement public de coopération intercommunale (EPCI) à fiscalité propre créé le 1er janvier 2017 dont le siège est à Moulins. Ce dernier est par ailleurs membre d'autres groupements intercommunaux.
Sur le plan administratif, elle est rattachée à l'arrondissement de Moulins, au département de l'Allier et à la région Auvergne-Rhône-Alpes. Sur le plan électoral, elle dépend du  canton de Souvigny pour l'élection des conseillers départementaux, depuis le redécoupage cantonal de 2014 entré en vigueur en 2015, et de la première circonscription de l'Allier  pour les élections législatives, depuis le dernier découpage électoral de 2010.

### Administration municipale
| Période                                  | Période                      | Identité       | Étiquette | Qualité  |
| ---------------------------------------- | ---------------------------- | -------------- | --------- | -------- |
| Les données manquantes sont à compléter. |                              |                |           |          |
| mars 2001                                | avril 2014                   | Gilles Ibert   |           |          |
| avril 2014                               | En cours (au 8 juillet 2020) | Alain Chervier |           | Retraité |

### Jumelage
La commune de Bresnay n'est jumelée à aucun autre village.

## Population et société

### Démographie
L'évolution du nombre d'habitants est connue à travers les recensements de la population effectués dans la commune depuis 1793. Pour les communes de moins de 10 000 habitants, une enquête de recensement portant sur toute la population est réalisée tous les cinq ans, les populations de référence des années intermédiaires étant quant à elles estimées par interpolation ou extrapolation. Pour la commune, le premier recensement exhaustif entrant dans le cadre du nouveau dispositif a été réalisé en 2008.

En 2022, la commune comptait 385 habitants, en évolution de +1,85 % par rapport à 2016 (Allier : −1,38 %, France hors Mayotte : +2,11 %).
| 1793 | 1800 | 1806 | 1821 | 1831 | 1836 | 1841 | 1846 | 1851 |
| ---- | ---- | ---- | ---- | ---- | ---- | ---- | ---- | ---- |
| 626  | 700  | 791  | 630  | 778  | 799  | 801  | 862  | 912  |

| 1856 | 1861 | 1866 | 1872 | 1876 | 1881 | 1886 | 1891 | 1896 |
| ---- | ---- | ---- | ---- | ---- | ---- | ---- | ---- | ---- |
| 928  | 913  | 903  | 943  | 960  | 969  | 926  | 893  | 908  |

| 1901 | 1906 | 1911 | 1921 | 1926 | 1931 | 1936 | 1946 | 1954 |
| ---- | ---- | ---- | ---- | ---- | ---- | ---- | ---- | ---- |
| 937  | 980  | 942  | 746  | 720  | 661  | 674  | 609  | 590  |

| 1962 | 1968 | 1975 | 1982 | 1990 | 1999 | 2006 | 2008 | 2013 |
| ---- | ---- | ---- | ---- | ---- | ---- | ---- | ---- | ---- |
| 525  | 465  | 395  | 407  | 395  | 376  | 390  | 394  | 377  |

| 2018 | 2022 | - | - | - | - | - | - | - |
| ---- | ---- | - | - | - | - | - | - | - |
| 388  | 385  | - | - | - | - | - | - | - |

Ces données statistiques mettent en évidence l'exode rural. Dans les années 2000, on remarque une immigration de jeunes travaillant en ville à Moulins, qui s'établissent de préférence en dehors du bourg, dans des maisons avec un jardin. Il y a aussi des vacanciers, parfois originaires de l'étranger.

### Enseignement
La commune dispose d'une école élémentaire route de Saint-Pourçain-sur-Sioule. Celle-ci accueille les élèves de CE1 du RPI de Besson-Bresnay. La classe maternelle et les autres classes primaires sont situées à Besson (Allier).

### Santé
Aucun établissement de santé n'est présent sur la commune, la maison médicale et la pharmacie la plus proche se trouvent à Besson (Allier) (3 km du bourg de Bresnay). En revanche, plusieurs infirmières sont installées sur le secteur.

### Sports et activités
Les associations installées à Bresnay sont, pour la partie sportive, Bresnay Gym Sports pour tous et la Trasse bourbonnaise. Pour les activités festives et conviviales, ce sont le FRJEP - Amicale laïque, le Comité des fêtes et le Club des retraités.

## Économie
Bresnay est résolument tournée vers l'agriculture. Le modèle agricole dominant est la monoculture industrielle. Mais les vaches charolaises vivent en plein air, dans des prés qui peuvent avoir quelques arbres. De nombreux habitants de Bresnay travaillent en ville à Moulins et cultivent un potager pendant leur temps libre. Plus haut que toutes les autres bâtisses s'élève un silo à grains à l'est du bourg.
Victime de l'exode rural, Bresnay a vu sa population et ses services chuter. Avant l'an 2000, il y avait un épicier, un garagiste, un boulanger, un boucher, un coiffeur ; un festival du cheval animait le village. Depuis quelques années, le village retrouve une vie économique ; on y trouve, une agence postale communale (à l'intérieur de la Mairie, 222 route de Souvigny), une boutique d'artisanat (rue de l'Ancienne Forge), un concessionnaire de véhicules agricoles (en face de la Mairie, route de Souvigny), la coopérative agricole (à la Jonchère, route du Clos Courtais), une laiterie (au lieu dit de la Maison Rouge, route de Treban) et une auberge (1 place de la Fontaine).
Notons une activité dans la viticulture. La commune fait partie du terroir de l'AOC saint-pourçain.

## Culture locale et patrimoine

### Lieux et monuments

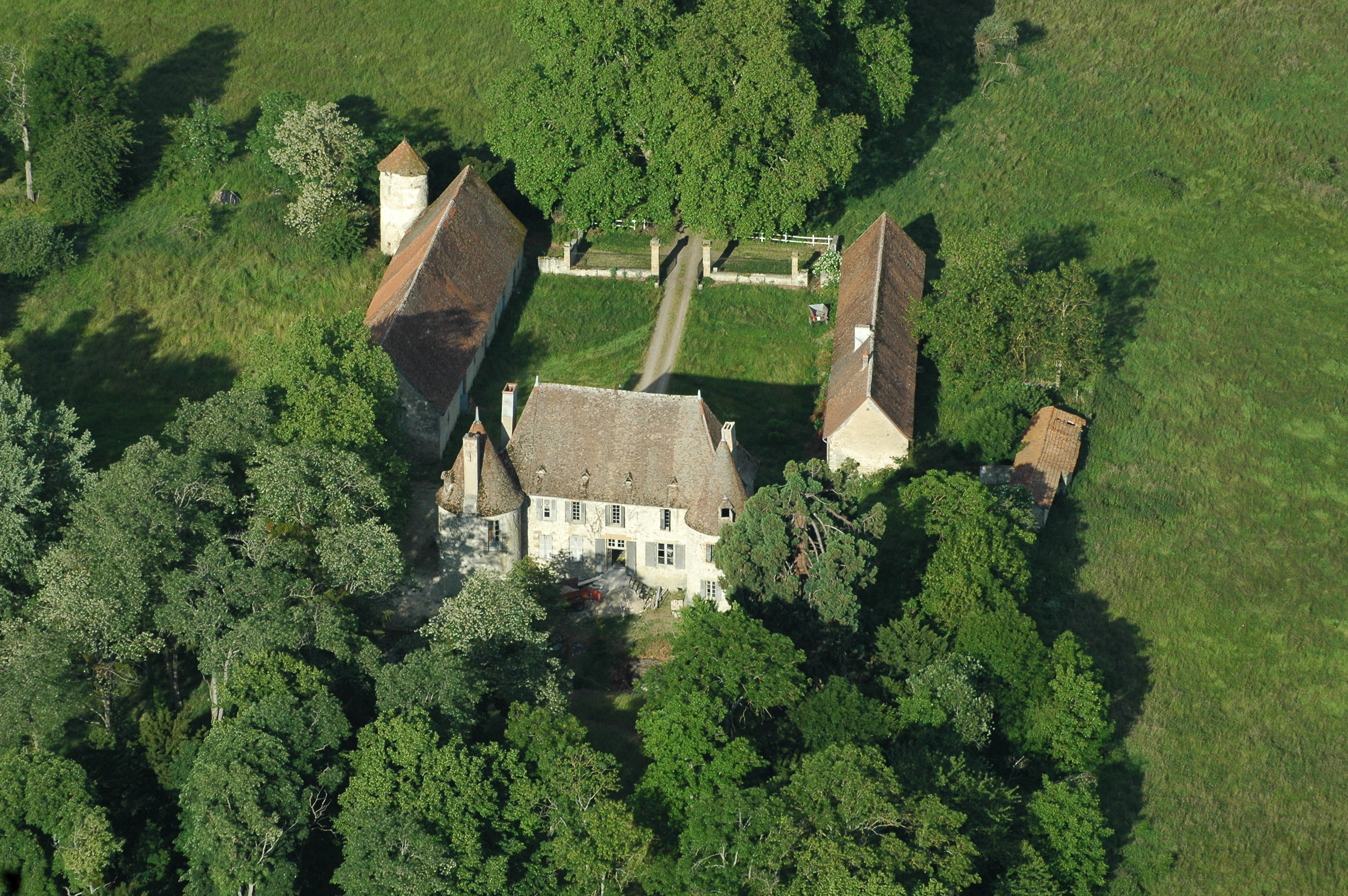
Le château des Écossays.

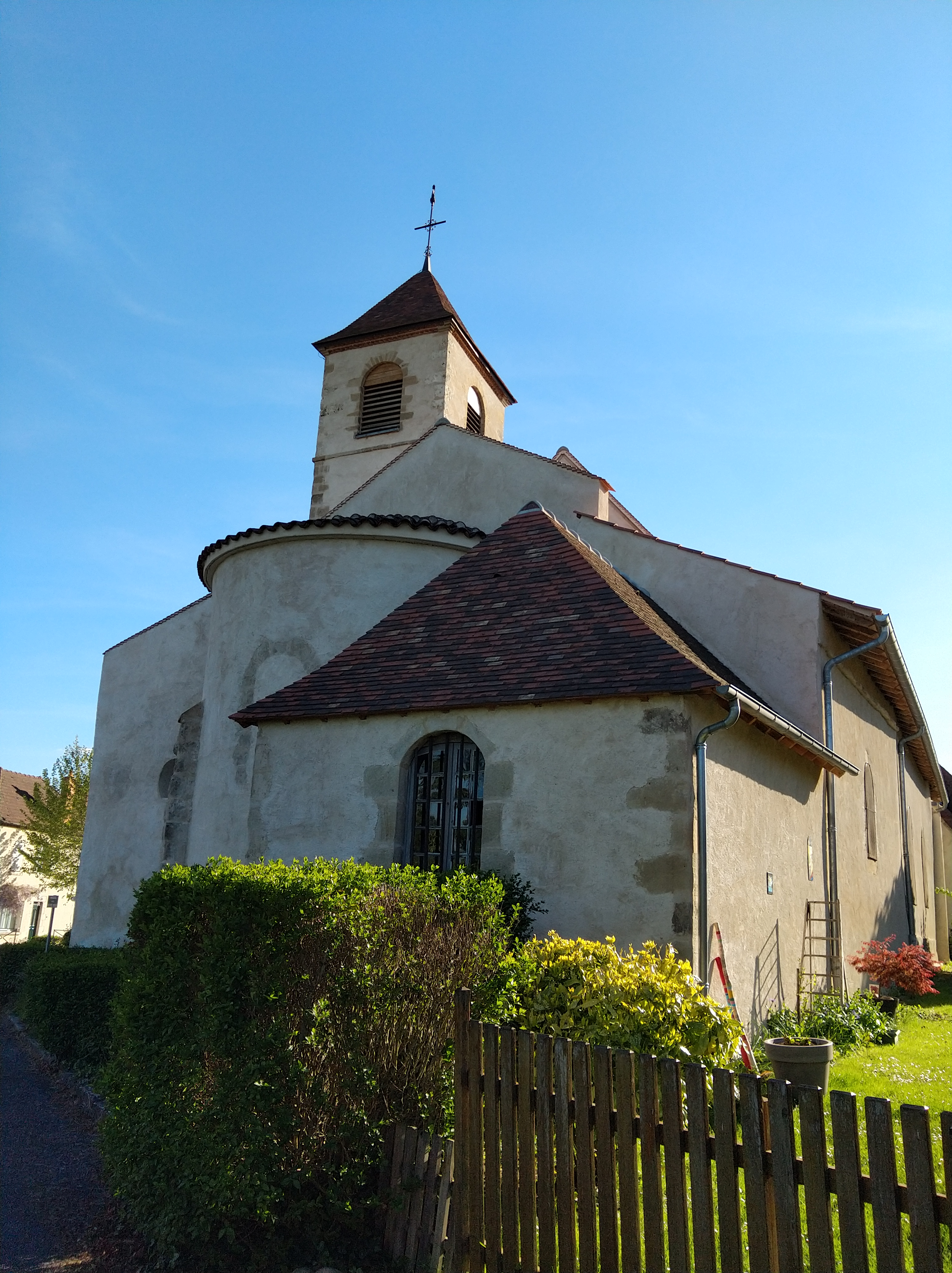
Église Saint-Barthélemy, vue arrière.

- Au nord-ouest de la commune de Bresnay, se trouve le château des Écossays qui fut construit au XVe siècle. Il est inscrit au titre des Monuments historiques[24] (arrêté du 9 avril 2001). Le château est privé, il n'est pas ouvert aux visites.
- Au sud-est de la commune se trouve le château de Givry. Le manoir est en équerre et flanqué d'une tour ruinée en façade et d'une autre tour avec un lanternon ; il a été remanié à la Renaissance, comme le montrent ses hautes fenêtres. En août 1411, l'écuyer Jehan de Saligny fait aveu au duc de Bourbon pour son « hostel du Grand Givry », ainsi que pour la motte de Vic à Saint-Gérand-le-Puy. Givry appartenait en 1560 au sieur de Fougis. En 1625, la seigneurie fut réunie à Fourchaud, à Besson, au Breuil et à La Fourstilhe. La famille Hugon de Fourchaud le fit passer à une branche cadette. En 1683, l'un de ses membres, Pierre, seigneur de Givry et de Pouzy, était maître d'hôtel ordinaire de la Dauphine. Cette branche le garda au moins jusqu'en 1725. Aux XVIIe et XVIIIe siècles, les seigneurs de Givry sont bien présents dans la paroisse : ils apparaissent dans les actes et sont des bienfaiteurs de l'église[25]. Le château est privé, il n'est pas ouvert aux visites.
- Maison forte du XIVe ou XVe siècle. « Donjon » rectangulaire flanqué sur l'un de ses grands côtés d'une tourelle carrée[26].
- Église Saint-Barthélemy. L’église est composée d’une nef de trois travées et deux collatéraux. Le chœur, encadré de deux chapelles non saillantes, dans le prolongement des collatéraux, est terminé par une abside semi-circulaire, flanquée de deux absidioles. La voûte d’origine n’existe plus. L’origine de cette église remonte aux Xe et XIe siècles. Le portail ouest est de la fin de l’époque romane. L’église a été agrandie d’un collatéral à la fin du XVIe et le clocher reconstruit au XVIIIe. Le décor intérieur date du XIXe siècle[27].
- Le « Cul de l'église ». Sculpture située à l'arrière de l'église Saint-Barthélemy représentant un postérieur symbole du lieu-dit portant le même nom.

### Héraldique
| Blason de Bresnay | Blason  | Tiercé en pairle renversé : au 1er de gueules à une tour d'argent maçonnée de sable, au 2e d'or à une feuille de frêne de sinople, au 3e d'azur à une grappe de raisin d'or. |
| Blason de Bresnay | Détails | Le statut officiel du blason reste à déterminer. |